# Вендле, Анника
Анника Вендле (нем. Annika Wendle, род. 15 сентября 1997 года) — немецкая спортсменка, борец вольного стиля, призёр чемпионата Европы 2020 и 2021 года. Чемпионка Европы среди молодёжи 2019 года.

## Биография
Родилась в 1997 году. С 2004 года активно занимается в секции по борьбе. С 2012 года принимает участие в международных состязаниях.
В 2019 году стала чемпионкой Европы среди спортсменов не достигших возраста 23-х лет. В этом же году впервые в карьере приняла участие во взрослом чемпионате мира, который проходил в Казахстане. В весовой категории до 55 кг она заняла итоговое девятое место.
В феврале 2020 года на чемпионате континента в итальянской столице, в весовой категории до 53 кг Анника в схватке за бронзовую медаль победила спортсменку из Румынии Сюзанну Сейкариу и завоевала бронзовую медаль европейского первенства.
На чемпионате Европы 2021 года, который проходил в апреле в Варшаве, в весовой категории до 53 кг, немецкая спортсменка завоевала бронзовую медаль.